# Alden (hrabstwo Erie)
Alden – miasto w Stanach Zjednoczonych, w stanie Nowy Jork, w hrabstwie Erie.